# Hegedűszonáta
A hegedűszonáta egy zenemű, szóló hegedűre, gyakran (de nem mindig) zongora- vagy más billentyűs hangszer kíséretével, vagy a barokkban a Basso Continuo által.
Egyes zongora beállítottságú szerzőknél (Mozart, Beethoven, Franck inkább a zongora kap hegedűkíséretet, és nem fordítva, ahogyan szokásos.

## Hegedűszonáták listája
- Charles-Valentin Alkan
  - Grand Duo Concertant (szonáta) op. 21, fisz-moll (1840 körül)
- Alexander Arutiunian
  - Poem-sonata hegedűre és zongorára (1985)
- Kurt Atterberg
  - Duo Sonata (hegedűre, gordonkára, és kürtre vagy brácsára.) op. 27, h-moll (1925) ()
- Lera Auerbach
  - No. 1-es szonáta hegedűre és zongorára (Sikorski)
  - No. 2-es „Szeptember 11” szonáta hegedűre és zongorára (Sikorski)
- Grazyna Bacewicz
  - 5 hegedű-zongora szonáta
  - 2 szólószonáta
- Carl Philipp Emanuel Bach
  - 12 szonáta hegedűre és zongorára (cselló basszuserősítéssel), 5 szonáta hegedűre és billentyűs hangszerre
- Johann Christian Bach
  - 9 szonáta (opus 10 és opus 20)
- Johann Sebastian Bach
  - 3 szólószonáta és 3 partita
  - 6 szonáta csembalókísérettel (3 continuokísérettel)
- Bartók Béla
  - Korai szonáták hegedűre és zongorára
  - Szonáta no. 1 hegedűre és zongorára, 1921
  - Szonáta no. 2 hegedűre és zongorára, 1922
  - Hegedű-szólószonáta, 1943
- Arnold Bax
  - g-moll szonáta (1901) ()
  - E-dúr szonáta, No. 1 (, )
  - D-dúr szonáta, No. 2, 1915/1921 ()
  - g-moll szonáta No. 3, 1927 ()
  - F-dúr szonáta, No. 4 1940 ()
- Ludwig van Beethoven
  - 10 szonáta (lásd Ludwig van Beethoven művei), ezek közül a legismertebbek: 
    - Beethoven: Hegedűszonáta No. 5
    - Beethoven: Hegedűszonáta No. 8
    - Beethoven: Hegedűszonáta No. 9
- Heinrich Ignaz Franz Biber
  - Hegedű-szólószonáták
- Ernest Bloch
  - Hegedűszonáta No. 1, 1920
  - Hegedűszonáta No. 2 Poeme Mystique, 1924
- Johannes Brahms
  - (c-moll Sonata scherzo, az F-A-E szonáta részére, melyet Dietrich, Schumann és Brahms 1853-ban közösen készített)
  - (korai a-moll szonáta, elveszett)
  - G-dúr hegedűszonáta #1, Eső op. 78, 1878-9
  - A-dúr hegedűszonáta #2, Vihar op. 100, 1886
  - d-moll hegedűszonáta #3, op. 108, 1886-8
- Frank Bridge
  - Hegedűszonáta (1932)
- Ferruccio Busoni
  - C-dúr (korai) hegedűszonáta, 1876 ()
  - Hegedűszonáta op. 29, e-moll, 1890
  - Hegedűszonáta op. 36a, e-moll, 1898
- Aaron Copland
  - Hegedűszonáta (1943) ()
- Arcangelo Corelli
  - Szonáta hegedűre és continuora (opus 5, ?)
- John Corigliano
  - Hegedűszonáta (1963 vagy 1964) ()
- Claude Debussy
  - g-moll hegedűszonáta, 1917
- Frederick Delius
  - Hegedűszonáta, 1892 posztumusz megjelenés ()
  - Hegedűszonáta no. 1, 1914
  - Hegedűszonáta no. 2, 1923
  - Hegedűszonáta no. 3, 1930 (, )
- Edison Denisov
  - Hegedű-szólószonáta, 1978
  - Hegedűszonáta, 1963 ()
- Dohnányi Ernő
  - Hegedűszonáta op. 21, cisz-moll 1913? ()
- Antonín Dvořák
  - Hegedűszonáta op. 57, F-dúr, 1880
  - Hegedűszonáta op. 100, G-dúr, 1893 ()
- Edward Elgar
  - e-moll hegedűszonáta op. 82
- George Enescu
  - Hegedűszonáta-töredék Torso
  - Hegedűszonáta #1 op. 2, D-dúr
  - Hegedűszonáta #2 op. 6, f-moll
  - Hegedűszonáta #3 ismert román témákra op. 25, a-moll
- Einar Englund
  - Hegedűszonáta (1979) ()
- Gabriel Fauré
  - A-dúr hegedűszonáta #1 op. 13
  - e-moll hegedűszonáta #2 op. 108
- Zdeněk Fibich
  - D-dúr hegedűszonáta
  - Hegedű szonatina, op. 27
- Irving Fine
  - Hegedűszonáta
- Nicolas Flagello
  - Hegedűszonáta
- Josef Bohuslav Foerster
  - Sonata quasi fantasia
- César Franck
  - A-dúr hegedűszonáta
- Robert Fuchs
  - 6 hegedűszonáta
- Niels Wilhelm Gade
  - 3 hegedűszonáta – op. 6 A-dúr, op. 21 d-moll, op. 59 B-dúr
- Goldmark Károly
  - Hegedűszonáta op. 25 D-dúr/h-moll
- Edvard Grieg
  - Hegedűszonáta #1 op. 8, F-dúr
  - Hegedűszonáta #2 op. 13, G-dúr
  - Hegedűszonáta #3 op. 45, c-moll
- Aram Hacsaturján
  - Hegedűszonáta
- Georg Friedrich Händel
  - Hegedűszonáták
- Joseph Haydn
  - Hegedűszonáták
- Karl Amadeus Hartmann
  - Hegedű-szólószonáta
- Hans Werner Henze
  - Hegedű-szólószonáta (1977)
- Paul Hindemith
  - Hegedű-szólószonáta, 4 hegedű-zongora szonáta
- Vagn Holmboe
  - Hegedűszonáta #1, M. 82, 1935
  - Hegedűszonáta #2, M. 112, 1939
  - Hegedűszonáta #3, M. 227, 1965
- Arthur Honegger
  - Szonáták (#s '0' – '2')
- Herbert Howells
  - 3 hegedűszonáta
- Vincent d’Indy
  - C-dúr hegedűszonáta op. 59
- John Ireland
  - Hegedűszonáta No. 1 (d-moll) (1909)
  - Hegedűszonáta No. 2 (a-moll) (1917)
- Charles Ives
  - 4 hegedűszonáta
- Leoš Janáček
  - Hegedűszonáta
- Joseph W. Jones
  - Hegedűszonáta, Op. 10 (2005)
- André Jolivet
  - Hegedűszonáta (1932)
- Erich Korngold
  - D-dúr hegedűszonáta op. 6
- Ernst Krenek
  - Fisz-dúr hegedűszonáta
  - 2 hegedű-szólószonáta szonáta
- Benjamin Lees
  - 3 hegedűszonáta
- Pietro Locatelli
  - Hegedűszonáták (hegedű + continuo) opus 6 és opus 8
- Albéric Magnard
  - Hegedűszonáta op. 13, G-dúr
- Bohuslav Martinu
  - Hegedűszonáta 1, 2, 3
- Giuseppe Martucci
  - Hegedűszonáta op. 22, g-moll
- William Mathias
  - legkevesebb 2 hegedűszonáta
- Nikolai Medtner
  - Hegedűszonáta #1 op. 21, h-moll
  - Hegedűszonáta #2 op. 44, G-dúr
  - Hegedűszonáta #3 Epic op. 57, e-moll
- Felix Mendelssohn
  - F-dúr hegedűszonáta
  - Hegedűszonáta op. 4, f-moll
  - F-dúr hegedűszonáta, 1838
- Peter Mennin
  - Sonata concertante
- Darius Milhaud
  - 2 hegedűszonáta, az egyik biztosan zongorával kísérve, a másik lehet, hogy csembalóval
- Wolfgang Amadeus Mozart
  - 24 hegedűszonáta (újabb kutatások szerint 30)
  - Legismertebbek:
    - Mozart: C-dúr szonáta hegedűre és zongorára (1762 – 1764)
    - Mozart: A-dúr szonáta hegedűre és zongorára (1787)
- Nikolai Myaskovsky
  - Op. 70-es F-dúr hegedűszonáta
- Oskar Nedbal
  - Hegedűszonáta op. 9, h-moll
- Carl Nielsen
  - Korai szonáták
  - Hegedűszonáta op. 9, A-dúr
  - Hegedűszonáta op. 35, g-moll
- Vitezslav Novák
  - d-moll hegedűszonáta
- Ignacy Jan Paderewski
  - Hegedűszonáta op. 13, á-moll
- Niccolò Paganini
  - Szonáták hegedűre és zongorára/gitárra, 24 Capriccó
- Krzysztof Penderecki
  - Penderecki: Hegedűszonáta no. 1 (1953)
  - Penderecki: Hegedűszonáta no. 2 (2000) ()
- Walter Piston
  - Hegedűszonáta
- Francis Poulenc
  - Hegedűszonáta
- Szergej Prokofjev
  - Szonáta két hegedűre op. 56, C-dúr
  - Hegedűszonáta #1 op. 80, f-moll
  - Hegedűszonáta #2 op. 94, D-dúr (fuvolaszonáta átirata)
  - D-dúr hegedű-szólószonáta op. 115
- Joachim Raff
  - 5 hegedűszonáta (op. 73 e-moll, op. 78 A-dúr, op. 128 D-dúr, op. 129 g-moll, egytételes Kromatikus and op. 145 c-moll)
- Maurice Ravel
  - Korai hegedűszonáták
  - G-dúr hegedűszonáta
- Max Reger
  - Hegedűszonáta #1 op. 1, d-moll
  - Hegedűszonáta #2 op. 3, D-dúr
  - Hegedűszonáta #3 op. 41, A-dúr
  - Hegedűszonáta #4 op. 72, C-dúr
  - Hegedűszonáta #5 op. 84, fisz-moll
  - Hegedűszonáta #6 op. 103b/1, d-moll
  - Hegedűszonáta #7 op. 103b/2, A-dúr
  - Hegedűszonáta #8 op. 122, e-moll
  - Hegedűszonáta #9 op. 139, c-moll
- Ottorino Respighi
  - B-dúr hegedűszonáta
- Josef Rheinberger
  - Hegedűszonáta op. 77, Esz-dúr (1874)
  - Hegedűszonáta op. 105, e-moll (1877)
- George Rochberg
  - Hegedűszonáta
- Guy Ropartz
  - Több hegedűszonáta : #1 d-moll, #2 E-dúr, #3 A-dúr
- Albert Roussel
  - Hegedűszonáta #1 op. 11, d-moll
  - Hegedűszonáta #2 op. 28, A-dúr
- Edmund Rubbra
  - Hegedűszonáta #1 op. 11 (1925)
  - Hegedűszonáta #2 op. 31 (1931)
  - Hegedűszonáta #3 op. 133 (premier: 1968)
- Anton Grigorjevics Rubinstejn
  - Hegedűszonáta op. 13, G-dúr
  - Hegedűszonáta op. 19, a-moll
  - Hegedűszonáta op. 98, h-moll
- Camille Saint-Saëns
  - Hegedűszonáta op. 75, d-moll (1885)
  - Hegedűszonáta op. 102, Esz-dúr (1896)
- Xaver Scharwenka
  - Hegedűszonáta op. 2, d-moll
- Alfred Schnittke
  - Hegedűszonáta #s 1,2,3
- Franz Schubert
  - Hegedűszonatinák (D-dúr, a-moll, g-moll)
  - Á-dúr hegedűszonáta
- Robert Schumann
  - Hegedűszonáta #1 op. 105, a-moll (1851)
  - Hegedűszonáta #2 op. 121, d-moll (1851)
  - Hegedűszonáta #3, a-moll
- Roger Sessions
  - Hegedű-szólószonáta
- Alexander Shchetynsky
  - Hegedűszonáta (1990)
  - Hegedű-szólószonáta (2009)
- Dmitrij Sosztakovics
  - Hegedűszonáta, op. 134 (1975)
- Robert Simpson
  - Hegedűszonáta (1984)
- Louis Spohr
  - Szonáta hegedűre és hárfára
- Richard Strauss
  - Hegedűszonáta op. 18, Esz-dúr
- Igor Stravinsky
  - Szólószonáták
- Karol Szymanowski
  - Hegedűszonáta op. 9, d-moll
- Szergej Tanyejev
  - a-moll hegedűszonáta
- Giuseppe Tartini
  - Ördögi trillaszonáta
- George Philipp Telemann
  - Fantáziák hegedűre
- Eduard Tubin
  - Hegedűszonáta No. 1 (1936)
  - No. 2 in Phrygian key (1949)
  - Szólószonáta (1962) ()
- Louis Vierne
  - g-moll hegedűszonáta, op. 23 (1907)
- Antonio Vivaldi
  - Szonáták hegedű(k)re
  - Triószonáta két hegedűre és Basso Continuora
- Ralph Vaughan Williams
  - a-moll hegedűszonáta
- Carl Maria von Weber
  - 6 hegedűszonáta, op. 10 (fuvolaszonáta is)
- William Walton
  - Hegedűszonáta (1949/1950)
- Mieczyslaw Weinberg
  - Hegedűszonatina, 5 zongorakíséretes hegedűszonáta, 3 szólószonáta
- Charles-Marie Widor
  - Két szonáta – #1 opus 50 ("szonáta zongorára és hegedűre", 1881), #2 opus 79 (1907, rev. 1937) ()
- Stefan Wolpe
  - Hegedűszonáta
- Eugène Ysaÿe
  - 6 hegedű-szólószonáta